# Noemi Lung
Noemi Ildikó Lung (n. 16 mai 1968, Baia Mare, România) este o înotătoare română, laureată cu argint și cu bronz la Seul 1988.